# Gordon Marsden
Gordon Marsden (né le 28 novembre 1953) est un homme politique du parti travailliste britannique qui est député de Blackpool South de 1997 à 2019.

## Jeunesse
Marsden fait ses études à la Stockport Grammar School, une école indépendante à Stockport, Cheshire, puis au New College, à Oxford, où il obtient un diplôme de première classe en histoire moderne. Il poursuit des études de troisième cycle à l'Institut Warburg (qui fait partie de l'Université de Londres) et à la John F. Kennedy School of Government de l'Université Harvard, en tant que boursier Kennedy en politique et relations internationales.
Avant d'entrer au Parlement, il est tuteur pour l'Open University depuis 1994, ainsi que conseiller en affaires publiques pour English Heritage et, pendant douze ans, rédacteur en chef du magazine History Today et New Socialist.

## Carrière parlementaire
Marsden se présente au siège de Blackpool South en 1992 et l'emporte en 1997. Une fois élu au Parlement, Gordon est Secrétaire parlementaire privé de Derry Irvine dans le département du Lord Chancelier (2001–2003), de Tessa Jowell comme secrétaire d'État à la Culture, aux Médias et aux Sports (2003–2005) et John Denham comme secrétaire de Secrétaire d'État aux communautés et aux collectivités locales et aux communautés fantômes (2009–2010).
En 2003, il est nommé membre parlementaire invité du St Antony's College d'Oxford.
Il siège en tant que membre du comité de l'innovation, des universités, des sciences et des compétences de la Chambre des communes et du comité de l'éducation et des compétences, avant sa dissolution en 2007 .
En mai 2010, Marsden est nommé au gouvernement fantôme, par la dirigeante par intérim Harriet Harman, en tant que ministre fantôme de la formation continue, des compétences et de la croissance régionale ,. Il reste en poste après l'élection d'Ed Miliband à la tête du Parti travailliste, et est nommé ministre fantôme des Transports lors du remaniement travailliste d'octobre 2013 .
Gordon Marsden est l'un des 36 députés travaillistes à proposer Jeremy Corbyn comme candidat aux élections à la direction du parti travailliste de 2015 .
À la suite de l'élection de Jeremy Corbyn à la tête du parti travailliste en septembre 2015, Marsden retrouve ses fonctions pour la formation continue et les compétences en tant que ministre fantôme de l'enseignement supérieur, de la formation continue et des compétences . Dans ses nouvelles fonctions, il succède au ministre des Universités fantôme Liam Byrne et à la ministre de la formation continue et des compétences Shadow, Yvonne Fovargue.
Il est président du Groupe des compétences parlementaires associées et du Groupe parlementaire multipartite pour les anciens combattants.

## Fabian Society
Marsden est membre de la Fabian Society, dont il est le président de 2000 à 2001 . Il est également président des Young Fabians et est maintenant administrateur de Dartmouth Street, le bâtiment où la société est basée.

## Vie privée
Marsden est gay . Au début de 2009, Gordon est désigné comme l'un des «saints» des dépenses du Daily Telegraph, en raison du faible niveau de ses demandes de remboursement .